# 基里奇科韋
48°3′38″N 36°21′41″E / 48.06056°N 36.36139°E
基里奇科韋（烏克蘭語：Киричкове），是烏克蘭的村落，位於該國中部第聶伯羅彼得羅夫斯克州，由波克羅夫西克區負責管轄，距離馬亞克和克里沃博科韋1公里，海拔高度172米，2001年人口106。